# Herz-Mariä-Bruderschaft
Die Herz-Mariä-Bruderschaft, vollständig Bruderschaft des heiligsten und unbefleckten Herzens Mariä zur Bekehrung der Sünder, ist eine private Vereinigung von Geistlichen und Laien der römisch-katholischen Kirche. Die Bruderschaft wurde zur Wiederbelebung des christlichen Glaubens nach der französischen Revolution gegründet. Seit 1843 besteht eine solche Bruderschaft in München. Um die Mitte des 19. Jahrhunderts traf sich auch eine Herz-Mariae-Bruderschaft am Karmelitenkloster der Reuerer in Würzburg.

## Geschichte

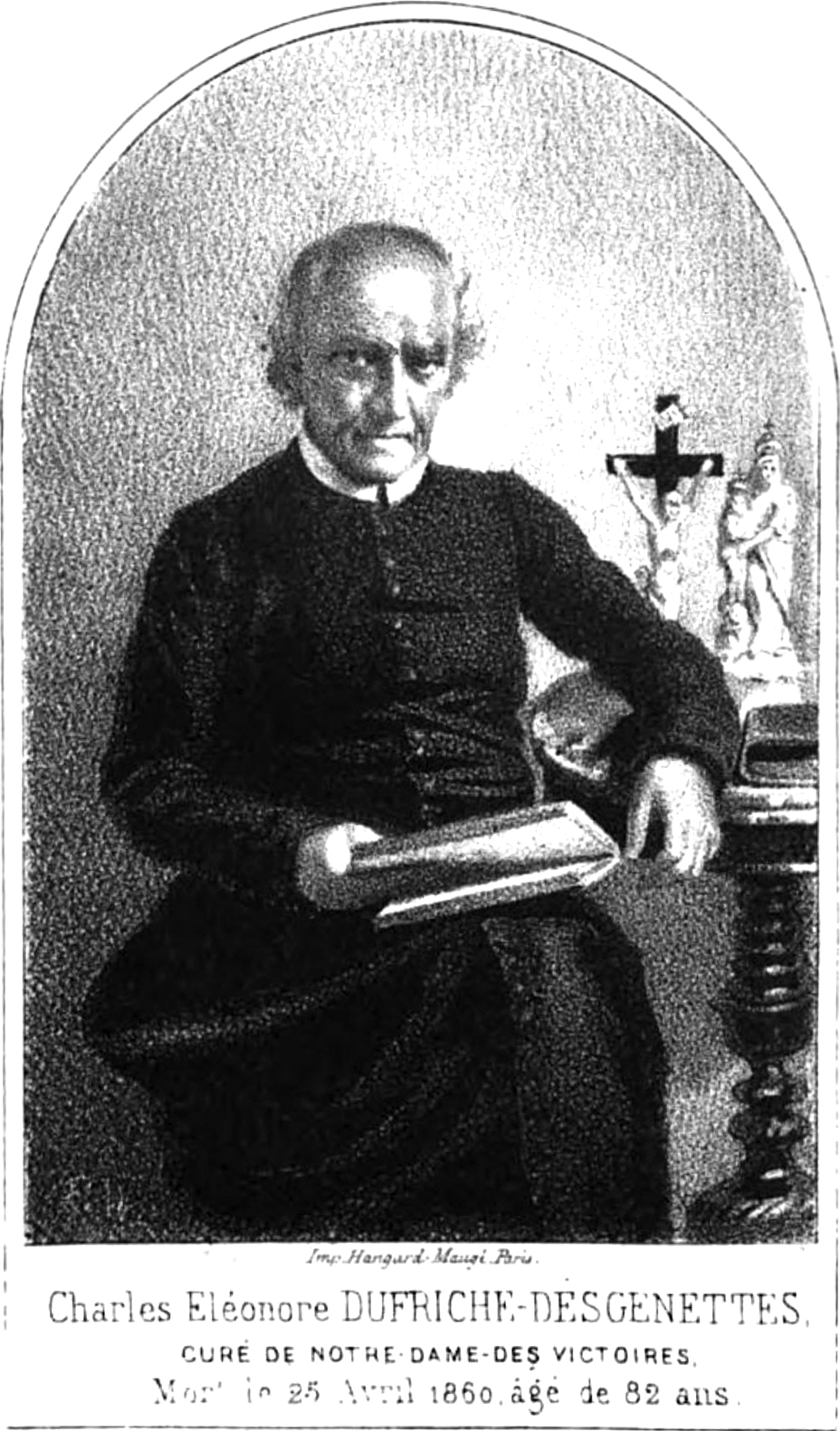
Der Gründer, Abbé Charles Eleonore Dufriche-Desgenettes (1778–1860)

Die religiöse Vereinigung der Erzbruderschaft des heiligen und unbefleckten Herzens Mariä entstand Anfang des 19. Jahrhunderts fast zeitgleich wie die Bewegung der „Wunderbaren Medaille“ in Frankreich und ist bis heute tätig. Ihre Zentrale ist die Basilika Notre-Dame des Victoires („Unsere Liebe Frau von den Siegen“) in Paris. Nach der französischen Revolution wird die Kirche, die im Auftrag von König Ludwig XIII. erbaut und 1740 fertig gestellt wird, 1809 als Pfarrkirche wieder eröffnet. Die kirchenkritischen Verhältnisse jener Zeit inspirieren Abbé Charles Eleonore Dufriche-Desgenettes zur Seelsorgearbeit, um einen religiösen Wandel herbeizuführen und die Menschen wieder zum christlichen Glauben zu führen, da nur noch wenige Gläubige seiner Gemeinde den Gottesdienst besuchen.
Am 3. Dezember 1836 erhält er – gemäß der Überlieferung der Bruderschaft – während einer Messfeier die Eingebung: "Weihe deine Pfarrei dem heiligen und unbefleckten Herzen Mariens, Zuflucht der Sünder!" Der inneren Stimme folgend entwirft er 1836 die Satzung für eine Gebetsvereinigung, die sich die Andacht zum Herzen Mariä und das Gebet für die Bekehrung der Sünder zum Ziel setzt.
Die neu entstandene „Bruderschaft des heiligen und unbefleckten Herzens Mariä zur Bekehrung der Sünder“ wird 1838 von Papst Gregor XVI. in den Rang einer Erzbruderschaft erhoben und für die Gesamtkirche empfohlen. In den folgenden vier Jahren verbreitet sich die Vereinigung in vielen Pfarreien weltweit.
1843 wird auf Anweisung des ersten Münchner Erzbischofs, Lothar Anselm von Gebsattel, eine Filiale der Erzbruderschaft in der Frauenkirche errichtet. Der vollständige Name der am 11. März 1843 nach französischem Vorbild in München gegründeten Herz-Mariä-Bruderschaft lautet „Bruderschaft des heiligsten und unbefleckten Herzens Mariä zur Bekehrung der Sünder – an der Domkirche zu unserer Lieben Frau in München“.
Am 13. Mai 1955 belebt Joseph Kardinal Wendel die Erzbruderschaft in München neu. In den Nachkriegsjahren steigt ihre Anzahl auf mehrere tausend Mitglieder. Grundlage dafür bietet eine bereits bestehende Gruppe von Fatimafreunden (im Volksmund „Dreizehner“ genannt), die seit 1925 monatlich (sogar während des Zweiten Weltkrieges) nach Maria Eich pilgert. Neugründungspräses ist der spätere Dompfarrer Hans Hillreiner. Daraus entwickelt sich in München die Tradition, dass der jeweilige Dompfarrer zugleich zum Präses der Herz-Mariä-Bruderschaft ernannt wird. Seit September 2014 hat Dompfarrer Msgr. Klaus-Peter Franzl dieses Amt inne.
Seit 1957 wird die Herz-Mariä-Bruderschaft in München auch „Botin der Liebe Gottes“ genannt, da sie Pakete in die damals so genannte „Ostzone“ verschickt und Spendengelder an die Armen weitergibt. Zum Beispiel werden 1979 mit Spendengeldern der „Bruderschaft des heiligen und unbefleckten Herzens Mariä zur Bekehrung der Sünder an der Domkirche zu unserer Lieben Frau in München“ in Tansania eine Kirche, eine Missionsstation und ein Priesterseminar aufgebaut.
1985 feiert Friedrich Kardinal Wetter das 30-jährige Bestehen der Herz-Mariä-Bruderschaft nach dem Krieg und zugleich die 60 Jahre monatliche Wallfahrt nach Maria Eich. Die Wallfahrt findet bis heute jeweils am 13. eines Monats sowie an dem Sonntag, der diesem 13. am nächsten liegt, statt.
Ende der 80er Jahre beginnt die Münchner Erzbruderschaft zu schrumpfen, seit 2007 jedoch wachsen die Mitgliederzahlen wieder stetig an.

## Aufgaben
Die „Bruderschaft des heiligen und unbefleckten Herzens Mariä zur Bekehrung der Sünder“ ist eine im Sinn des kanonischen Rechts, can. 298, eingetragene Gemeinschaft, die als einzige Bedingung das tägliche Ave-Maria zur Bekehrung der Sünder betet. Das Gebetsanliegen ist die Fürbitte für alle Menschen und damit auch für jedes einzelne Mitglied selbst. Dabei wird das tägliche Ave-Maria mit dem Zusatz „Maria, ohne Sünde empfangen, bitte für uns, die wir zu Dir unsere Zuflucht nehmen“ gebetet.
Dieser Zusatz befindet sich auf der Wundertätigen Medaille, die fast zeitgleich mit der Gründung der Herz-Mariä-Bruderschaft in Paris entsteht.

## Mitgliedschaft
Mitglied der „Bruderschaft des heiligen und unbefleckten Herzens Mariä zur Bekehrung der Sünder“ wird man durch Eintragung in ihr Register (beispielsweise im Dompfarramt München). Es können auch ältere Menschen oder Kranke Mitglied werden, da ein Hauptanliegen der Bruderschaft das Beten ist. Das Gebet zu Maria, die mit dem Sohn im Heilswerk vereint ist, soll die Menschen wieder näher zu Gott bringen. Die Bruderschaft engagiert sich jedoch auch durch karitative Arbeit in verschiedensten Bereichen.